# Mike Newell
Michael Cormac Newell (ur. 28 marca 1942 w St. Albans, Hertfordshire, Wielka Brytania) – brytyjski reżyser i producent filmowy.

## Życiorys
Po ukończeniu studiów na wydziale Literatury Angielskiej Cambridge University w 1963 zaczął pracę w Granada Television. Jego dorobek produkcji telewizyjnych to m.in. dramaty Them Down There, Ready When You Are, Mr. McGill, Destiny, The Melancholy Hussar oraz Blood Feud i Common Ground dla CBS.
Pierwszym obrazem kinowym Newella był Człowiek w żelaznej masce, z Louisem Jourdanem, Ralphem Richardsonem, Richardem Chamberlainem i Jenny Agutter w obsadzie.
Na rynku amerykańskim debiutował w 1980 filmem Przebudzenie, z Charltonem Hestonem i Susannah York.
Międzynarodowe uznanie oraz miejsce na liście czołowych reżyserów świata uzyskał dzięki obrazowi Taniec z nieznajomym (1985), z Mirandą Richardson i Rupertem Everettem. Dobry ojciec potwierdził kunszt reżysera. Doborową obsadę skompletował w filmie Nieprawdopodobna historia (1995), na podstawie nagrodzonej powieści Beryla Bainbridge. Grali Hugh Grant i Alan Rickman.
Sukcesy komercyjne osiągał produkcjami Cztery wesela i pogrzeb (1994; dwie nominacje do Oscara), Czarowny kwiecień (1991; trzy nominacje do Oscara i Złote Globy dla Mirandy Richardson i Joan Plowright). Uznaniem krytyków i widzów cieszyły się także obrazy Donnie Brasco (1997; nominacja do Oscara za Najlepszy Scenariusz Adaptowany) oraz Harry Potter i Czara Ognia (2005).

## Filmografia
- 2018: Stowarzyszenie Miłośników Literatury i Placka z Kartoflanych Obierek (The Guernsey Literary and Potato Peel Pie Society)
- 2012: Wielkie nadzieje (Great Expectations)
- 2010: Książę Persji: Piaski czasu (Prince of Persia: The Sands of Time)
- 2007: Miłość w czasach zarazy (Love in the Time of Cholera)
- 2005: Harry Potter i Czara Ognia (Harry Potter and the Goblet of Fire)
- 2003: Uśmiech Mony Lizy (Mona Lisa Smile)
- 2002: Jo
- 1999: Zmęczenie materiału (Pushing Tin)
- 1997: Donnie Brasco
- 1995: Nieprawdopodobna historia (An Awfully Big Adventure)
- 1994: Cztery wesela i pogrzeb (Four Weddings and a Funeral)
- 1992: Na zachód (Into the West)
- 1992–1993: Kroniki młodego Indiany Jonesa (The Young Indiana Jones Chronicles)
- 1991: Czarowny kwiecień (Enchanted April)
- 1990: Common Ground
- 1988: Soursweet
- 1987: Amazing Grace and Chuck
- 1985: Taniec z nieznajomym (Dance with a Stranger)
- 1985: Dobry ojciec (The Good Father)
- 1983: Blood Feud
- 1981: Bad Blood
- 1980: Przebudzenie (The Awakening)
- 1976: Człowiek w żelaznej masce (The Man in the Iron Masc)
- 1975: Brassneck
- 1974: The Childhood Friend
- 1974: The Gift of Friendship
- 1973: Wessex Tales
- 1971–1972:  Budgie
- 1970: The Adventures of Don Quick
- 1968: Them Down There (TV)
- 1968: The Visitors
- 1967: The Kindness of Strangers
- 1965-1973: Thirty-Minute Theatre